# São Gabriel da Cachoeira
São Gabriel da Cachoeira é um município brasileiro no estado do Amazonas, Região Norte do país. Ocupa uma área de pouco mais de 109 181,245 km², sendo o terceiro maior município brasileiro em extensão territorial. Sua população, segundo o Censo do IBGE de 2022, é de 51.795 habitantes, a 12ª maior do estado do Amazonas. Localizado na fronteira com a Colômbia e Venezuela, no extremo noroeste do Brasil, o município também é conhecido como "Cabeça do Cachorro", por seu território ter forma semelhante à da cabeça desse animal.
Em São Gabriel da Cachoeira, nove entre dez habitantes são indígenas, sendo o município com maior predominância de indígenas no Brasil. A cidade também é conhecida por possuir cerca de 5,5 bilhões de toneladas de nióbio em sua região, sendo a maior reserva deste minério em todo o mundo.
Em um caso inédito na federação brasileira, foram reconhecidas, como  línguas oficiais no município, ao lado do português, três idiomas indígenas, após a aprovação da Lei Municipal 145, de 22 de novembro de 2002: o nheengatu, o  tucano e o baníua, línguas tradicionais faladas pela maioria dos habitantes do município, dos quais 74% são indígenas. O município foi a primeira localidade brasileira a reconhecer outros idiomas como oficiais, além do português. Atualmente, além de São Gabriel da Cachoeira, o Brasil possui 5 municípios com línguas cooficiais indígenas, junto com 11 municípios com línguas cooficializadas de origem germânica, e mais 14 cidades com línguas reconhecidas de origem italiana, totalizando 30 municípios com línguas cooficiais no Brasil. Em São Gabriel da Cachoeira, também há um projeto para reconhecer a língua ianomâmi como a quarta língua cooficial do município.

## História

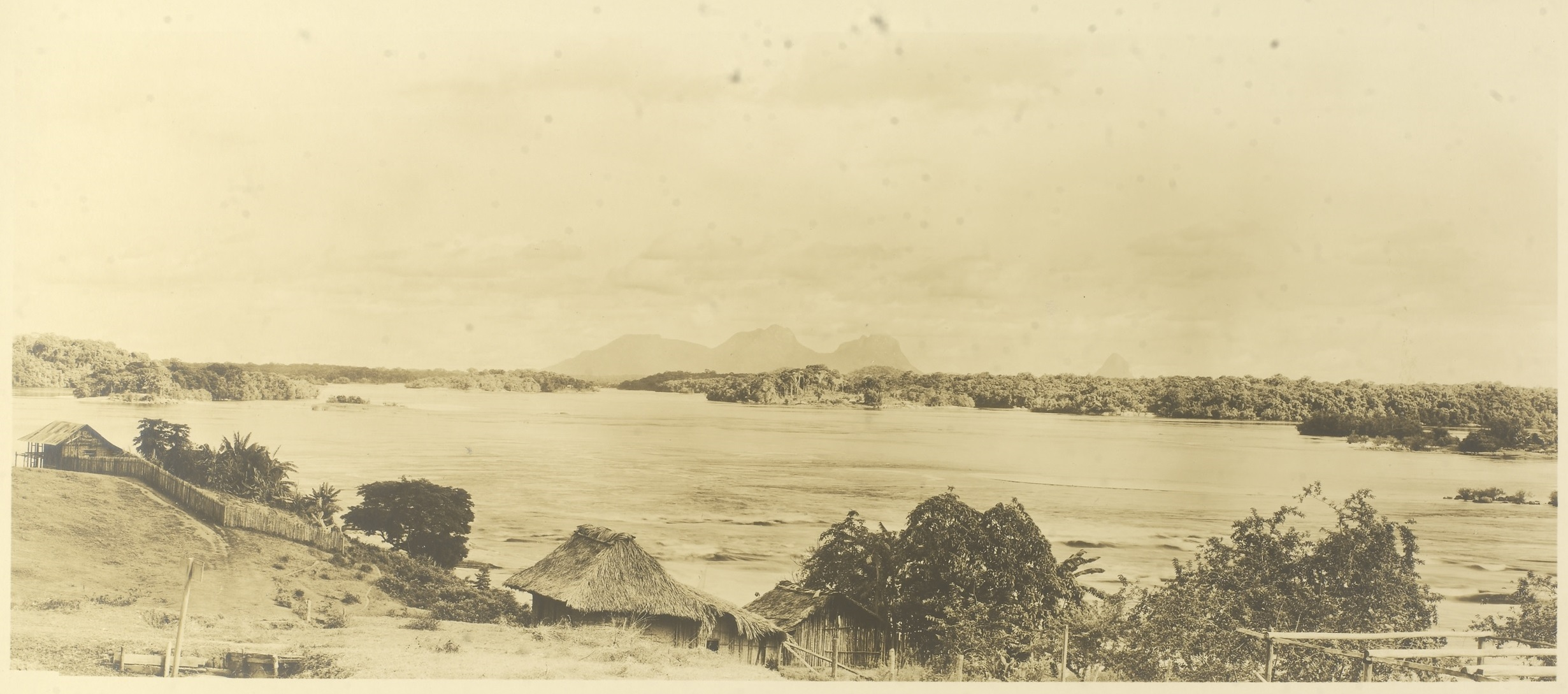
Porto de São Gabriel da Cachoeira, década de 1920. Arquivo Nacional.

• Desde 1858 considerada freguesia, São Gabriel da Cachoeira (na época: São Gabriel) recebeu status de vila em 10 de março de 1891. Extinto em 1931, o município foi recriado em 1935 e foi elevado à cidade pelo decreto-lei estadual nº 68 de 31 de março de 1938.
• O Forte de São Gabriel da Cachoeira localizava-se no morro da Fortaleza, à margem esquerda do alto rio Negro, afluente da margem esquerda do rio Amazonas, e foi construído inicialmente para fins defensivos pela coroa portuguesa.

## Geografia
Situado no extremo noroeste do Brasil, é um dos  municípios fronteiriços do país, fazendo fronteira com dois países sul-americanos. Tem distância de 852 quilômetros de Manaus, capital do estado, e está às margens da Bacia do Rio Negro. Limita-se ao norte com a Colômbia e a Venezuela, ao sul e ao leste com o município de Santa Isabel do Rio Negro e ao sul com  Japurá. O município é considerado um ponto estratégico pelo país.
A extensão territorial de São Gabriel da Cachoeira é uma das maiores do país: 109 185 km², representando 6,9512% do território estadual, 2,8335% do território da Região Norte do Brasil e 1,2851% do território brasileiro. Essa área é:
- maior do que cada um dos seguintes estados brasileiros: Santa Catarina, Paraíba, Rio Grande do Norte, Espírito Santo, Rio de Janeiro, Alagoas e  Sergipe;
- maior que a soma das áreas de Rio de Janeiro, Alagoas, Sergipe e Distrito Federal juntos;
- maior do que 92 países, dentre os quais Guatemala, Islândia, Coreia do Sul, Jordânia, Hungria, Portugal, Azerbaijão e Áustria.

Boa parte do seu território é abrangido pelo Parque Nacional do Pico da Neblina, além das terras indígenas de Alto Rio Negro, Médio Rio Negro I, II e III e Rio Tea, que juntas abrangem cerca de 80% do território municipal. A Terra Indígena Balaio, cujo relatório antropológico foi publicado no Diário Oficial da União, sobrepõe-se ao Parque Nacional do Pico da Neblina sob responsabilidade do Instituto Chico Mendes de Conservação da Biodiversidade (ICMBio).
Terras indígenas do município: Alto Rio Negro, Balaio, Cué Cué/ Marabitanas, Amiúm, Médio Rio Negro I, Médio Rio Negro II, Rio Xié, Yanomami.

### Clima

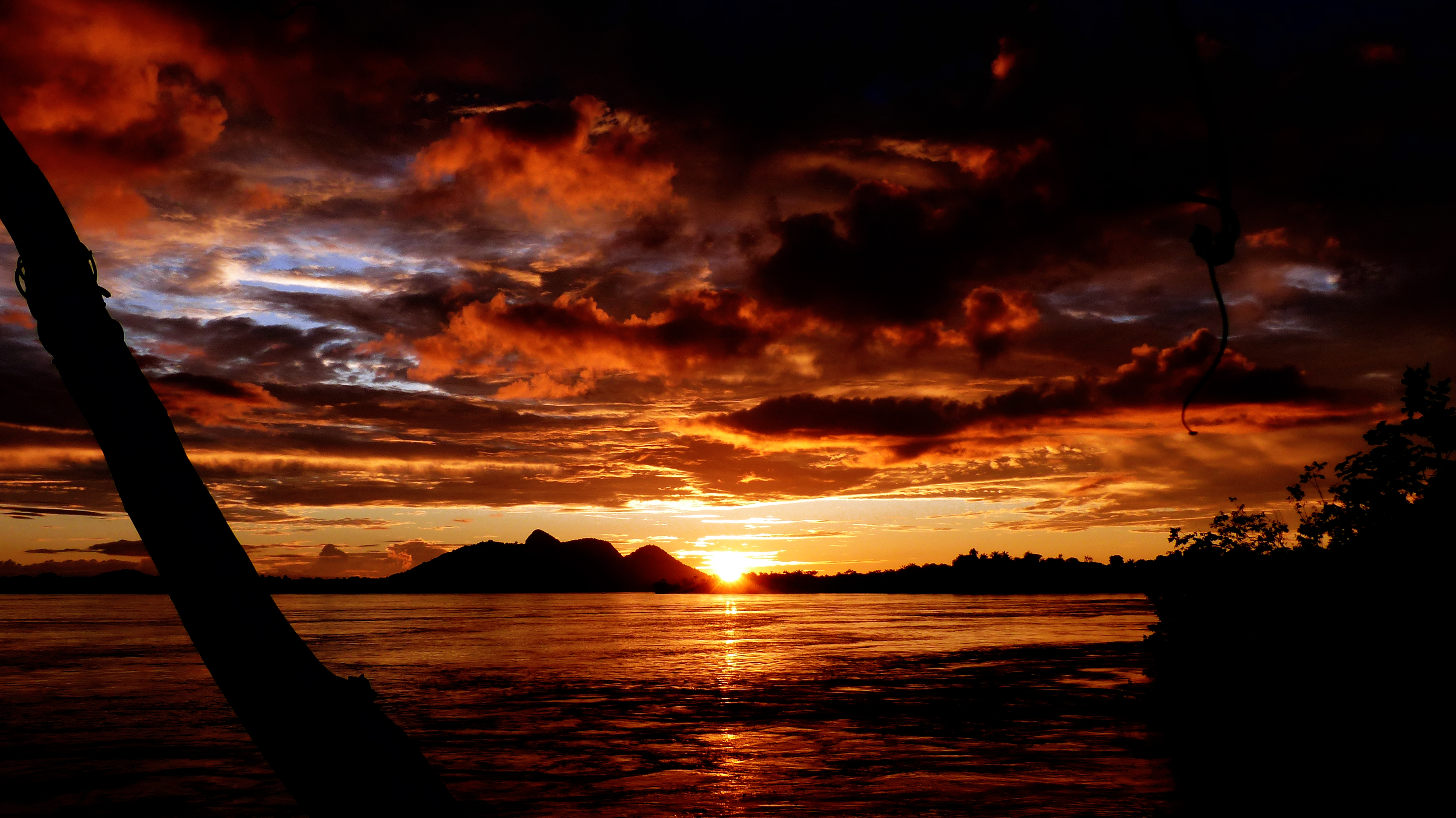
Pôr do sol no município

De acordo com a classificação climática de Köppen-Geiger, o clima é equatorial isotérmico, apresentando a temperatura média do mês mais frio superior a 18 °C com precipitação do mês mais seco superior a 60 milímetros (mm) e amplitude térmica inferior aos 5 °C.
Segundo dados do Instituto Nacional de Meteorologia (INMET), desde 1931 a menor temperatura registrada em São Gabriel da Cachoeira (Uaupés) foi de 16 °C em 13 de julho de 1942 e a maior chegou aos 39,4 °C em 24 de novembro de 2012. O maior acumulado diário de precipitação atingiu 158 mm em 21 de março de 2022. Abril de 1967, com 699,3 mm, foi o mês de maior precipitação.
Em outra estação meteorológica do mesmo instituto no município, situada no povoado de Iauareté, a temperatura mínima absoluta registrada no local, considerando-se o período de 1931 a 2019, foi de 14,6 °C em 13 de julho de 1942 e a máxima absoluta de 39,4 °C em 13 de fevereiro de 2010. O recorde de precipitação em 24 horas é de 189,9 mm em 24 de abril de 2002, enquanto o mês de maior precipitação foi maio de 1976, com 952,2 mm.
| Dados climatológicos para São Gabriel da Cachoeira (Uaupés)                                                                                             | Dados climatológicos para São Gabriel da Cachoeira (Uaupés) | Dados climatológicos para São Gabriel da Cachoeira (Uaupés) | Dados climatológicos para São Gabriel da Cachoeira (Uaupés) | Dados climatológicos para São Gabriel da Cachoeira (Uaupés) | Dados climatológicos para São Gabriel da Cachoeira (Uaupés) | Dados climatológicos para São Gabriel da Cachoeira (Uaupés) | Dados climatológicos para São Gabriel da Cachoeira (Uaupés) | Dados climatológicos para São Gabriel da Cachoeira (Uaupés) | Dados climatológicos para São Gabriel da Cachoeira (Uaupés) | Dados climatológicos para São Gabriel da Cachoeira (Uaupés) | Dados climatológicos para São Gabriel da Cachoeira (Uaupés) | Dados climatológicos para São Gabriel da Cachoeira (Uaupés) | Dados climatológicos para São Gabriel da Cachoeira (Uaupés) |
| Mês | Jan                                                         | Fev                                                         | Mar                                                         | Abr                                                         | Mai                                                         | Jun                                                         | Jul                                                         | Ago                                                         | Set                                                         | Out                                                         | Nov                                                         | Dez                                                         | Ano                                                         |
| --- | ----------------------------------------------------------- | ----------------------------------------------------------- | ----------------------------------------------------------- | ----------------------------------------------------------- | ----------------------------------------------------------- | ----------------------------------------------------------- | ----------------------------------------------------------- | ----------------------------------------------------------- | ----------------------------------------------------------- | ----------------------------------------------------------- | ----------------------------------------------------------- | ----------------------------------------------------------- | ----------------------------------------------------------- |
| Temperatura máxima recorde (°C) | 38,8                                                        | 38,8                                                        | 38,7                                                        | 37,6                                                        | 37,8                                                        | 38,1                                                        | 37                                                          | 37,9                                                        | 39                                                          | 38,8                                                        | 39,4                                                        | 37,4                                                        | 39,4                                                        |
| Temperatura máxima média (°C) | 32,2                                                        | 32,5                                                        | 32,6                                                        | 32,2                                                        | 31,2                                                        | 30,8                                                        | 30,8                                                        | 31,9                                                        | 32,7                                                        | 32,8                                                        | 32,9                                                        | 32,4                                                        | 32,1                                                        |
| Temperatura média compensada (°C) | 26,4                                                        | 26,4                                                        | 26,6                                                        | 26,4                                                        | 25,9                                                        | 25,4                                                        | 25,2                                                        | 25,7                                                        | 26,2                                                        | 26,5                                                        | 26,6                                                        | 26,4                                                        | 26,1                                                        |
| Temperatura mínima média (°C) | 22,3                                                        | 22,4                                                        | 22,4                                                        | 22,4                                                        | 22,1                                                        | 21,6                                                        | 21,2                                                        | 21,4                                                        | 21,8                                                        | 22,2                                                        | 22,3                                                        | 22,3                                                        | 22                                                          |
| Temperatura mínima recorde (°C) | 18,3                                                        | 17,7                                                        | 18,6                                                        | 18,8                                                        | 17,7                                                        | 17                                                          | 16                                                          | 17,2                                                        | 17,9                                                        | 18,4                                                        | 18,8                                                        | 19,1                                                        | 16                                                          |
| Precipitação (mm) | 282,5                                                       | 251,3                                                       | 283,6                                                       | 302,2                                                       | 358,2                                                       | 278,8                                                       | 250,2                                                       | 202,1                                                       | 171,2                                                       | 182,5                                                       | 226,6                                                       | 258,3                                                       | 3 047,5                                                     |
| Dias com precipitação | 18                                                          | 16                                                          | 17                                                          | 18                                                          | 21                                                          | 19                                                          | 19                                                          | 16                                                          | 14                                                          | 13                                                          | 14                                                          | 17                                                          | 202                                                         |
| Umidade relativa compensada (%) | 87,6                                                        | 87,4                                                        | 87,9                                                        | 88,3                                                        | 89,5                                                        | 89,6                                                        | 89,4                                                        | 87,8                                                        | 86,1                                                        | 86,2                                                        | 86,7                                                        | 88                                                          | 87,9                                                        |
| Insolação (h) | 140,7                                                       | 124,6                                                       | 129                                                         | 115,4                                                       | 107,1                                                       | 107,1                                                       | 127,6                                                       | 142,9                                                       | 154,8                                                       | 149,6                                                       | 145                                                         | 134,9                                                       | 1 578,7                                                     |
| Fonte: INMET (precipitação e umidade: normal climatológica de 1991-2020; temperatura e horas de sol: 1981-2010; recordes de temperatura: 1931-presente) |                                                             |                                                             |                                                             |                                                             |                                                             |                                                             |                                                             |                                                             |                                                             |                                                             |                                                             |                                                             |                                                             |

| Dados climatológicos para São Gabriel da Cachoeira (Iauareté)                        | Dados climatológicos para São Gabriel da Cachoeira (Iauareté) | Dados climatológicos para São Gabriel da Cachoeira (Iauareté) | Dados climatológicos para São Gabriel da Cachoeira (Iauareté) | Dados climatológicos para São Gabriel da Cachoeira (Iauareté) | Dados climatológicos para São Gabriel da Cachoeira (Iauareté) | Dados climatológicos para São Gabriel da Cachoeira (Iauareté) | Dados climatológicos para São Gabriel da Cachoeira (Iauareté) | Dados climatológicos para São Gabriel da Cachoeira (Iauareté) | Dados climatológicos para São Gabriel da Cachoeira (Iauareté) | Dados climatológicos para São Gabriel da Cachoeira (Iauareté) | Dados climatológicos para São Gabriel da Cachoeira (Iauareté) | Dados climatológicos para São Gabriel da Cachoeira (Iauareté) | Dados climatológicos para São Gabriel da Cachoeira (Iauareté) |
| Mês                                                                                  | Jan                                                           | Fev                                                           | Mar                                                           | Abr                                                           | Mai                                                           | Jun                                                           | Jul                                                           | Ago                                                           | Set                                                           | Out                                                           | Nov                                                           | Dez                                                           | Ano                                                           |
| ------------------------------------------------------------------------------------ | ------------------------------------------------------------- | ------------------------------------------------------------- | ------------------------------------------------------------- | ------------------------------------------------------------- | ------------------------------------------------------------- | ------------------------------------------------------------- | ------------------------------------------------------------- | ------------------------------------------------------------- | ------------------------------------------------------------- | ------------------------------------------------------------- | ------------------------------------------------------------- | ------------------------------------------------------------- | ------------------------------------------------------------- |
| Temperatura máxima recorde (°C)                                                      | 38                                                            | 39,4                                                          | 37,1                                                          | 37                                                            | 36,2                                                          | 35                                                            | 36                                                            | 36,2                                                          | 37,8                                                          | 37,8                                                          | 38                                                            | 37,7                                                          | 39,4                                                          |
| Temperatura máxima média (°C)                                                        | 32,4                                                          | 32,1                                                          | 32,3                                                          | 31,9                                                          | 31,4                                                          | 31                                                            | 30,8                                                          | 31,6                                                          | 32,6                                                          | 32,7                                                          | 32,4                                                          | 32,2                                                          | 32                                                            |
| Temperatura média compensada (°C)                                                    | 26,2                                                          | 26,2                                                          | 26,3                                                          | 26,2                                                          | 26                                                            | 25,6                                                          | 25,3                                                          | 25,8                                                          | 26,3                                                          | 26,4                                                          | 26,4                                                          | 26,2                                                          | 26,1                                                          |
| Temperatura mínima média (°C)                                                        | 22,1                                                          | 22                                                            | 22,1                                                          | 22,3                                                          | 22,2                                                          | 21,8                                                          | 21,4                                                          | 21,6                                                          | 21,8                                                          | 22                                                            | 22,2                                                          | 22                                                            | 22                                                            |
| Temperatura mínima recorde (°C)                                                      | 17,7                                                          | 17                                                            | 18,1                                                          | 18,2                                                          | 17                                                            | 16,6                                                          | 14,6                                                          | 16,5                                                          | 17,8                                                          | 18,4                                                          | 18,8                                                          | 18,3                                                          | 14,6                                                          |
| Precipitação (mm)                                                                    | 233,3                                                         | 234,5                                                         | 279,1                                                         | 328,5                                                         | 378,7                                                         | 341,1                                                         | 313,2                                                         | 243,9                                                         | 220,9                                                         | 240,6                                                         | 215,7                                                         | 233,2                                                         | 3 262,7                                                       |
| Dias com precipitação (≥ 1 mm)                                                       | 17                                                            | 16                                                            | 18                                                            | 20                                                            | 22                                                            | 21                                                            | 21                                                            | 19                                                            | 16                                                            | 16                                                            | 14                                                            | 17                                                            | 217                                                           |
| Umidade relativa compensada (%)                                                      | 87,3                                                          | 87                                                            | 87,5                                                          | 87,5                                                          | 88,7                                                          | 88,8                                                          | 88,7                                                          | 87,2                                                          | 85,5                                                          | 86,2                                                          | 86,4                                                          | 87,6                                                          | 87,4                                                          |
| Insolação (h)                                                                        | 109,3                                                         | 89,5                                                          | 106,3                                                         | 96,3                                                          | 98,8                                                          | 93,9                                                          | 108,6                                                         | 123,4                                                         | 131,5                                                         | 127,1                                                         | 124,3                                                         | 115                                                           | 1 324                                                         |
| Fonte: INMET (normal climatológica de 1981-2010; recordes de temperatura: 1931-2019) |                                                               |                                                               |                                                               |                                                               |                                                               |                                                               |                                                               |                                                               |                                                               |                                                               |                                                               |                                                               |                                                               |

## Demografia

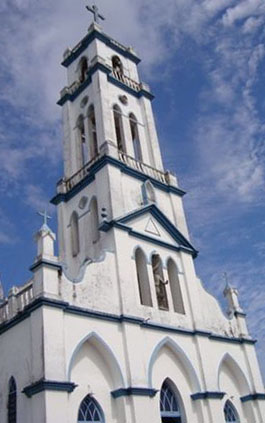
Catedral de São Gabriel

Durante a década de 1990, a taxa geométrica de crescimento anual da população de São Gabriel da Cachoeira foi de aproximadamente quatro por cento. Em 2009, essa população era estimada em 41 885 habitantes, segundo o censo demográfico do Instituto Brasileiro de Geografia e Estatística. A maior parte desses habitantes é constituída por várias etnias indígenas, como, por exemplo, os Arapaço, Baniwa, Barasana, Baré, Desana, Hupda, Karapanã, Kubeo, Kuripako, Makuna, Miriti-tapuya, Nadob, Pira-tapuya, Siriano, Tariano, Tukano, Tuyuka, Wanana, Werekena e Yanomami. São Gabriel da Cachoeira é o município com maior concentração de diferentes etnias indígenas do país.
As diversas comunidades indígenas distribuem-se nos bairros da sede municipal, no núcleo urbano de Iauaretê e ao longo dos rios que cortam o município, como o Uaupés, o Içana, o Xié, o Tiquié e o Negro. São mais de quatrocentas pequenas comunidades que vivem em terras indígenas.
| Cor/Raça | Percentagem | Percentagem | Percentagem |
| Cor/Raça | 1990        | 2000        | 2010        |
| -------- | ----------- | ----------- | ----------- |
| Branca   | 5,2%        | 6,1%        | 5,8%        |
| Negra    | 0,5%        | 1,4%        | 2,6%        |
| Parda    | 19,9%       | 9,5%        | 14,4%       |
| Amarela  | -           | 0,1%        | 0,3%        |
| Indígena | 74,1%       | 76,3%       | 76,9%       |

Fonte: IBGE

## Organização Político-Administrativa
O Município de São Gabriel da Cachoeira possui uma estrutura político-administrativa composta pelo Poder Executivo, chefiado por um Prefeito eleito por sufrágio universal, o qual é auxiliado diretamente por secretários municipais nomeados por ele, e pelo Poder Legislativo, institucionalizado pela Câmara Municipal de São Gabriel da Cachoeira, órgão colegiado de representação dos munícipes que é composto por vereadores também eleitos por sufrágio universal.

### Atuais autoridades municipais de São Gabriel da Cachoeira
- Prefeito: Clóvis Moreira Saldanha “Clóvis Curubão”" - PT (2021/-)[17]
- Vice-prefeito: Eliane Farias Falcão - PT (2021/-)[17]
- Presidente da câmara: Éder Lopes - PT (2021/-)[18]

### Subdivisões administrativas

#### Distritos
| Distrito                 | População |
| ------------------------ | --------- |
| Cucuí                    | 2468      |
| Içana                    | 976       |
| São Felipe               | 1452      |
| São Gabriel da Cachoeira | 25051     |

## Economia
A economia do município baseia-se na agricultura de subsistência, nomeadamente a mandioca, a banana, o abacaxi, o abacate, a batata-doce e o limão. No município, estão as seguintes organizações militares das Forças Armadas: 2ª Brigada de Infantaria de Selva; Comando de Fronteira Rio Negro e 5º Batalhão de Infantaria de Selva; 21ª Companhia de Engenharia de Construção; Destacamento do Controle do Espaço Aéreo de São Gabriel da Cachoeira; Destacamento de Aeronáutica de São Gabriel da Cachoeira; Destacamento da Comissão de Aeroportos da Região Amazônica; e Destacamento da Capitania dos Portos da Amazônia Ocidental. Aproximadamente, 82,7% das reservas de nióbio brasileiras estão situadas em São Gabriel da Cachoeira.

## Infraestrutura

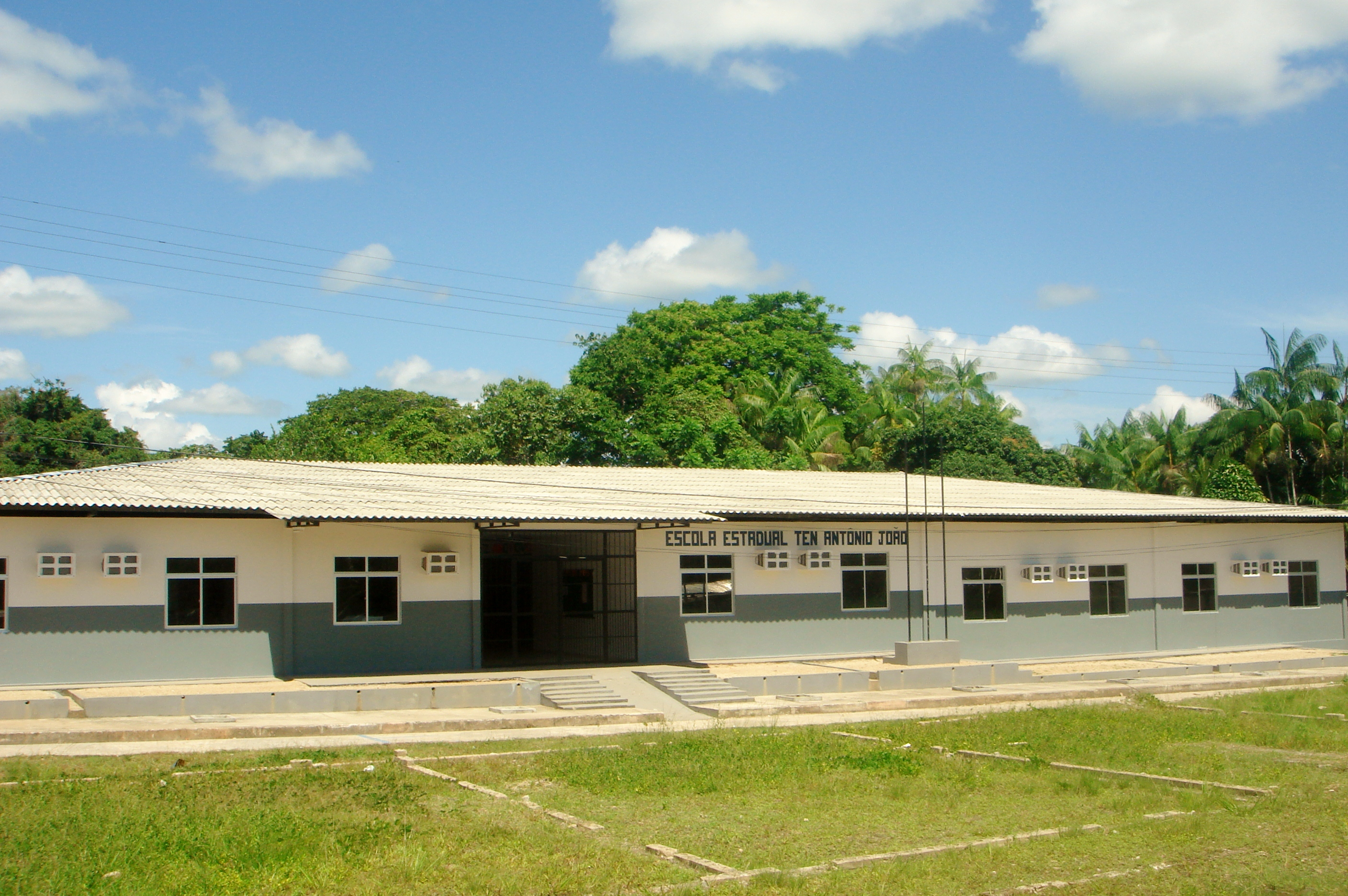
Escola Estadual Tenente Antônio João

### Saúde
O município possuía, em 2009, 24 estabelecimentos de saúde, sendo 22 públicos e 2 privados, entre hospitais, pronto-socorros, postos de saúde e serviços odontológicos. Neles havia 41 leitos para internação. Em 2014, 82,9% das crianças menores de 1 ano de idade estavam com a carteira de vacinação em dia. Em 2015, foram registrados 1.120 nascidos vivos, ao mesmo tempo que o índice de mortalidade infantil foi de 51,8 óbitos de crianças menores de cinco anos de idade a cada mil nascidos vivos. No mesmo ano, 23,2% das crianças que nasceram no município eram de mães adolescentes. Cerca de 90,0% das crianças menores de 2 anos de idade foram pesadas pelo Programa Saúde da Família em 2014, sendo que 0,6% delas estavam desnutridas.
Até 2009, São Gabriel da Cachoeira possuía 2 estabelecimentos de saúde especializados em clínica médica e traumato-ortopedia, e nenhum estabelecimento de saúde com especialização em pediatria, psiquiatria, cirurgia bucomaxilofacial, neurocirurgia ou outras especialidades cirúrgicas. Dos 24 estabelecimentos de saúde, apenas 3 deles era com internação. Até 2016, havia 15 registros de casos de HIV/AIDS, sendo que todos os casos registrados foram em pessoas até os 24 anos de idade. Entre 2001 e 2012 houve 1.920 casos de doenças transmitidas por mosquitos e insetos, sendo a principal delas a dengue, a leishmaniose e a malária.

## Cultura

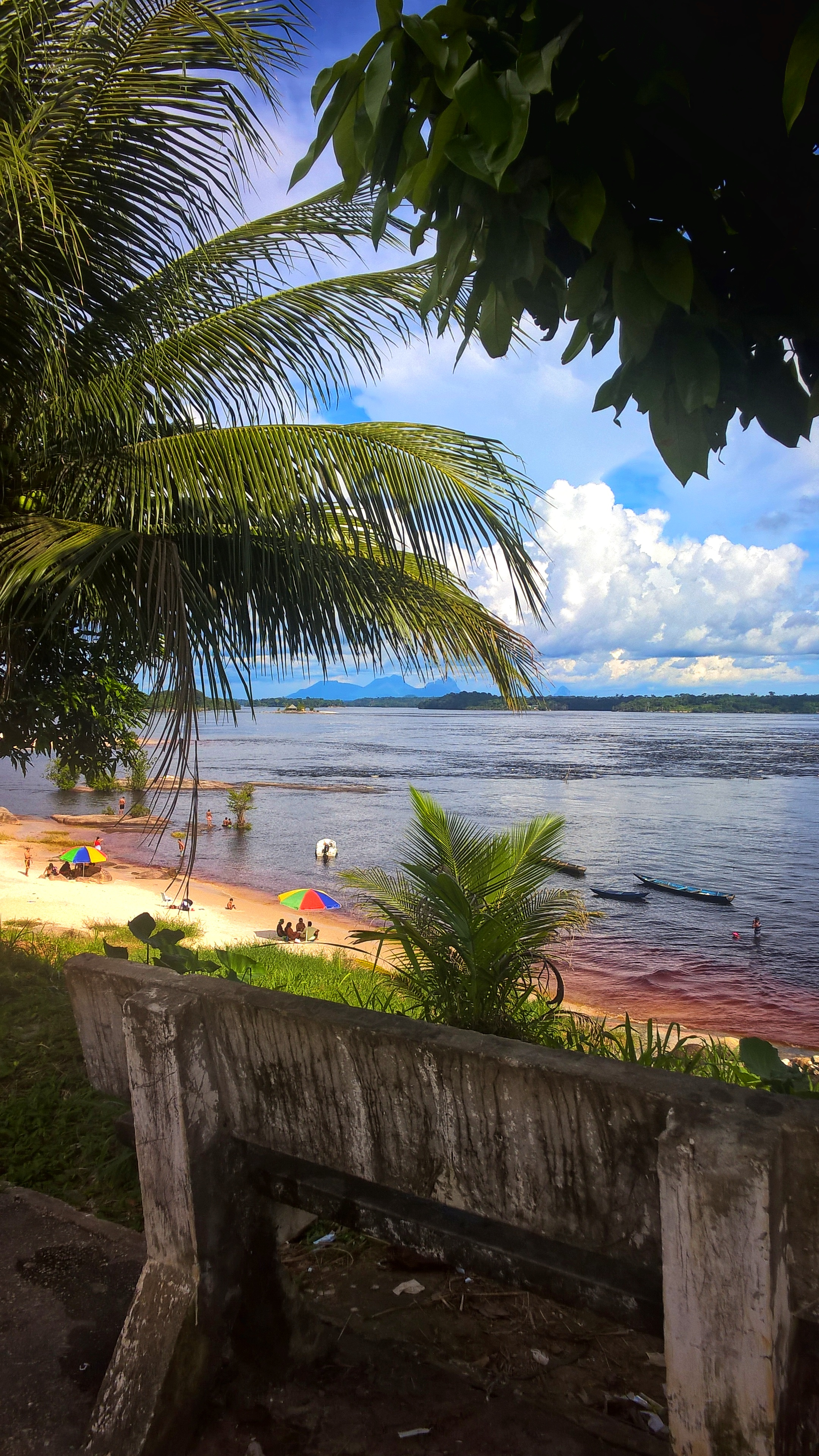
Praia na cidade

### Eventos
A cidade possui em sua maioria, festividades religiosas, que são promovidas ao longo do ano, como a Semana Santa, procissão, festa do padroeiro do município (em 29 de setembro) e, até mesmo, nas comunidades indígenas coordenada e dirigida pelos devotos.Existem, ainda, festividades folclóricas como: Carnaval e Festas Juninas.

### Festival  Cultural dos Povos Indígenas do Alto Rio Negro
Criada através do Decreto - Lei Número 24, de 13 de Maio de 1996. É realizado anualmente, com danças e disputas esportivas entre as Agremiações: Povo Baré (Vermelho e Amarelo), Povo Tukano (Preto e Amarelo) e Filhos do Rio Negro ( Preto e Verde ). O Festribal é uma demonstração ao vivo da rica cultura nativa e busca valorizar, desenvolver, difundir e homenagear os hábitos culturais indígenas da região. A partir do ano de 2018, visando a inclusão no calendário oficial dos festivais do Amazonas será realizado do dia 31 de Agosto até o dia 03 de Setembro, no aniversário do município.
O evento já recebeu diversas estrelas, dentre elas: David Assayag, Amado Batista, e o cantor Wesley Safadão.